# Sina Moridi
Sina Moridi (tiếng Ba Tư: سینا مریدی); là một tiền vệ bóng đá người Iran hiện tại thi đấu cho câu lạc bộ Iran Foolad ở Persian Gulf Pro League.

## Sự nghiệp câu lạc bộ

### Foolad
Anh khởi đầu sự nghiệp với Foolad từ các cấp độ trẻ. Vào mùa đông năm 2015 anh gia nhập đội một bởi Dragan Skočić và ký bản hợp đồng 3,5 năm giúp anh ở lại đến năm 2018 tại Foolad. Anh có màn ra mắt cho Foolad ngày 5 tháng 5 năm 2015 trước Padideh thay cho Bahman Kamel.

## Thống kê sự nghiệp câu lạc bộ
Tính đến 10 tháng 5 năm 2015
| Câu lạc bộ          | Hạng đấu            | Mùa giải            | Giải vô địch | Giải vô địch | Cúp Hazfi | Cúp Hazfi | Châu Á  | Châu Á    | Tổng    | Tổng      |
| Câu lạc bộ          | Hạng đấu            | Mùa giải            | Số trận      | Bàn thắng    | Số trận   | Bàn thắng | Số trận | Bàn thắng | Số trận | Bàn thắng |
| ------------------- | ------------------- | ------------------- | ------------ | ------------ | --------- | --------- | ------- | --------- | ------- | --------- |
| Foolad              | Pro League          | 2014–15             | 1            | 0            | 0         | 0         | 0       | 0         | 1       | 0         |
| Tổng cộng sự nghiệp | Tổng cộng sự nghiệp | Tổng cộng sự nghiệp | 1            | 0            | 0         | 0         | 0       | 0         | 1       | 0         |